# La Fémis
La Fémis (acrónimo que correspondía a su antigua denominación: en francés: Fondation européenne des métiers de l'image et du son), ahora Escuela Nacional Superior de Oficios de la Imagen y el Sonido (École Nationale Supérieure des Métiers de l'Image et du Son), es la escuela nacional de cine en Francia. La Fémis es un establecimiento público de enseñanza superior francesa que depende del Ministerio de Cultura y Medios de Comunicación. La escuela proporciona una enseñanza técnica y artística destinada a formar profesionales del sector audiovisual y el cine: directores, guionistas, productores, editores, DP, ingenieros de sonido, decoradores, supervisores de guion, gerentes de distribución y directores de explotación. 
Conjuntamente con la Escuela Louis Lumière, es una de las dos grandes escuelas públicas de cine en Francia y forma parte del círculo cerrado de las escuelas de cine de renombre mundial, con el mismo concepto que el NYU Tisch School de Nueva York, el USC en Los Ángeles, el NFTS en Londres o el FAMU checo. Fémis se clasificó por  The Hollywood Reporter primeras escuelas de cine europeas, y sexto en todo el mundo.

## Historia
De 1944 a 1985, el IDHEC (Institut des hautes études cinématographiques, Instituto de Altos Estudios Cinematográficos) era la escuela francesa principal de cine. En 1985, fue reestructurada bajo supervisión del ministro de Cultura Jack Lang. La Fémis fue creada en 1986. Originalmente, el guionista Jean-Claude Carrière era su presidente y Jack Gajos era su director. Su primera ubicación fue el Palacio de Tokio (París 16e), pasando, el 15 de febrero de 1999, a las antiguas dependencias de Pathé Estudios en 6, rue Francoeur (18e). Una sección “asistente a la dirección” se añade en 1992, luego, en 2003, una sección “distribución y exhibición”. 
Son sus responsables Raoul Peck, presidente, y Marc Nicolas, director.

## Misión
Cuenta con 3 secciones:

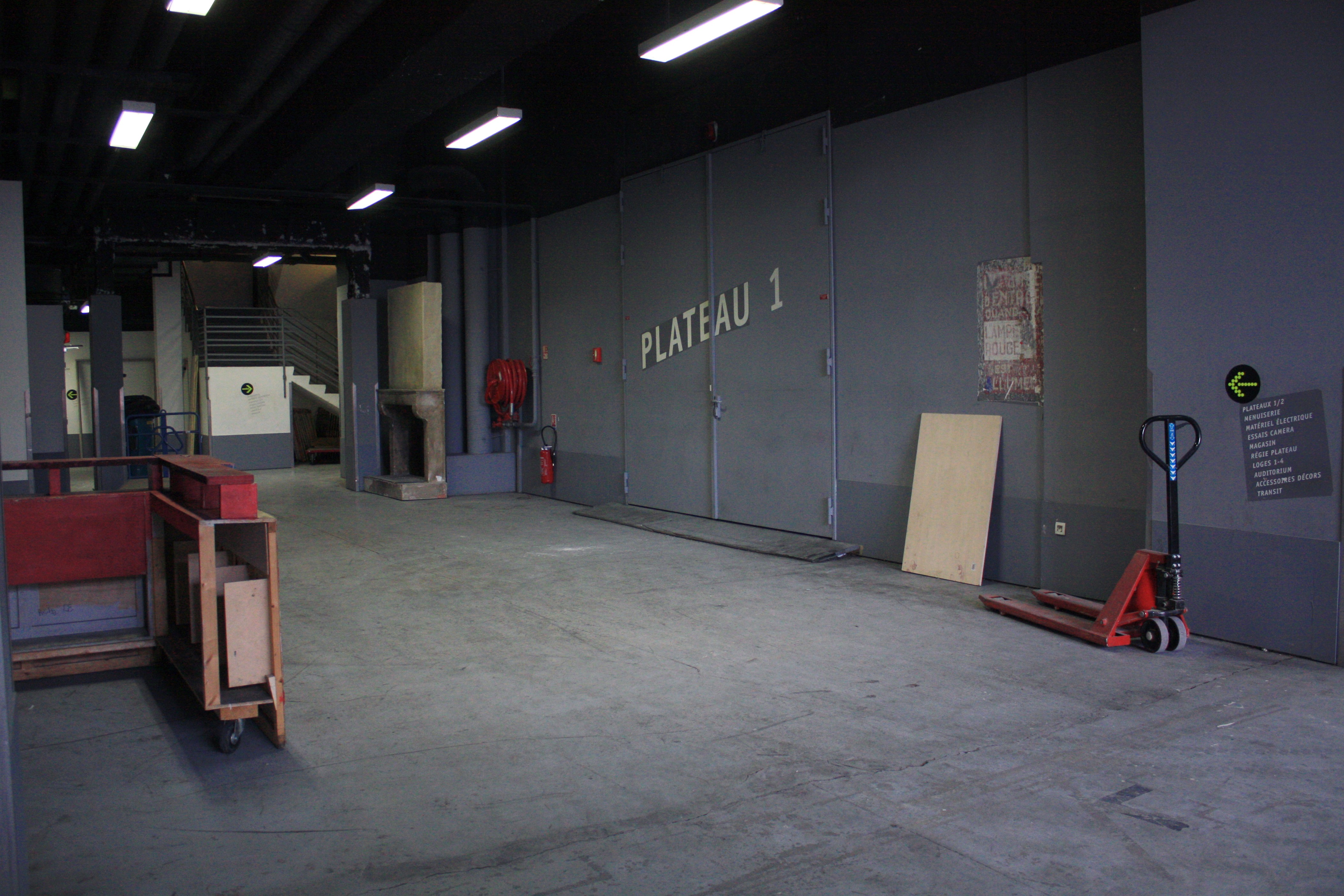
La Fémis

- La sección general : dirección, guion, imagen, decorado, sonido, montaje, producción (cuatro años)
- La sección script/continuista (dos años)
- La sección distribución/exhibición (formando los futuros responsables de la difusión de las películas). (un año)

Los estudiantes principales del plan de estudios siguen un curso de aprendizaje de cuatro años. Durante el primer año, todos siguen el mismo curso general: iniciación en los varios trabajos implicados en filmmaking, experimentando en cada posición técnica dentro de un equipo de la película.
Durante el segundo y tercer año, siguen un plan de estudios específico según el departamento que han elegido, incluyendo clases teóricas, ejercicios, los días dedicados al análisis de la película, los seminarios analíticos y los ejercicios colectivos que hacen las películas. Pasan su cuarto año que satisface un individual extremo-de-estudian proyecto (sepa como los “d'études de travail de fin” o TFE) y participar en los proyectos de sus classmates.
Durante más de veinte años, los estudiantes de La fémis han realizado más de 2000 cortometrajes, de ficción y documentales. Más que meros ejercicios, algunos de estos filmes son genuinos trabajos que contienen las semillas de nuevos talentos seleccionados y premiados en muchos festivales. 
Los cursos y talleres se desarrollarán en francés.

## Concurso
La Fémis tiene menos de 32 graduados por año.
Un concurso muy selectivo establece la admisión a la Escuela (1 aprobado cada 25 candidatos para el conjunto de los concursos, 1 cada 100 aproximadamente para el concurso de dirección) abierta a los titulares de un diploma que hayan cursado dos años de estudios después del bachillerato (tres para el concurso distribución/exhibición). 
El concurso internacional, organizado con la ayuda de las embajadas de Francia en el extranjero, da lugar a un procedimiento de admisión comparable al del concurso nacional. Los candidatos aprobados deben pagar los estudios, para los cuales existen, en caso de necesidad, becas del Ministerio de Asuntos Exteriores.